# Рижский музей авиации
Рижский музей авиации (латыш. Rīgas aviācijas tehnikas muzejs) — крупный музей авиационный техники в Латвии и один из самых крупных в Европе. В музее представлена самая большая коллекция советской авиатехники за пределами СНГ.
Музей ведёт свою историю с образования Клуба юных лётчиков имени Ф. А. Цандера в 1965 году.
Официально открыт в 1997 году по инициативе Виктора Петровича Талпы, бывшего военного инженера морской авиации Черноморского флота и бортинженера самолётов Ту-134, Ту-154Б и Ан-24 Латвийского управления гражданской авиации. Для размещения музея была выделена территория рядом с аэровокзалом Рижского международного аэропорта.
В связи со строительством железнодорожной линии Rail Baltica в 2021 году музей перенесли на противоположную от аэровокзала сторону лётного поля, в посёлок Скулте. Был пополнен новыми экспонатами (к примеру, Ил-28, ранее установленный в качестве памятника).

## Экспонаты

Панорама рижского музея авиации Клуба юных лётчиков им. Ф. А. Цандера в 2020 году

По состоянию на 2022 год, на выставке представлено около 50 самолётов и вертолётов, а также аэродромная техника.

### Вертолёты
| Изображение | Тип    | Бортовой номер | Описание                       |
| ----------- | ------ | -------------- | ------------------------------ |
|             | Ка-26  | СССР-24057     | лёгкий многоцелевой вертолёт   |
|             | Ми-1МУ | 17             | лёгкий ударный вертолёт        |
|             | Ми-2   | 21             | многоцелевой вертолёт          |
|             | Ми-2   | 22             | многоцелевой вертолёт          |
|             | Ми-4   | СССР-31449     | многоцелевой вертолёт          |
|             | Ми-6   | 09             | тяжёлый транспортный вертолёт  |
|             | Ми-8Т  | 17             | транспортно-десантный вертолёт |
|             | Ми-24А | 20             | ударный вертолёт               |

### Самолёты
| Изображение | Тип                | Бортовой номер | Описание |
| ----------- | ------------------ | -------------- | --- |
|             | Ан-2               | 22             | лёгкий многоцелевой самолёт |
|             | Ан-14А «Пчёлка»    | 01             | лёгкий многоцелевой самолёт В 2021 году данный борт был продан для оплаты переезда музея на новое место. По состоянию на 2022 год, восстанавливается до лётного состояния на аэродроме Томаровка в Белгородской области. |
|             | Ан-24Б             | СССР-46400     | пассажирский самолёт региональных авиалиний |
|             | Aero L-29 Delfin   | 22             | учебный самолёт |
|             | Aero L-29 Delfin   | 26             | учебный самолёт |
|             | Aero L-29 Delfin   | 38             | учебный самолёт |
|             | Aero L-29 Delfin   | 92             | учебный самолёт |
|             | МиГ-15УТИ          | 14             | учебный самолёт |
|             | МиГ-15УТИ          | 58             | учебный самолёт |
|             | МиГ-21СМБ (тип.50) | 76             | истребитель |
|             | МиГ-21СМТ          | 10             | истребитель |
|             | МиГ-21УМ           | 94             | учебно-тренировочный истребитель |
|             | МиГ-21УС           | 06             | учебно-тренировочный истребитель |
|             | МиГ-23БМ           | с/н 3910601    | истребитель-бомбардировщик |
|             | МиГ-23М            | 74             | истребитель-перехватчик |
|             | МиГ-23МФ           | 16             | истребитель-перехватчик |
|             | МиГ-25РБС          | 34             | тактический разведчик-бомбардировщик |
|             | МиГ-29УБ           | 52             | учебно-боевой истребитель |
|             | Су-7БКЛ            | 27             | истребитель-бомбардировщик |
|             | Су-7У              | 43             | учебно-боевой истребитель |
|             | Ту-22М1            | 53             | прототип дальнего бомбардировщика |
|             | Ту-134А-3          | RA-65717       | пассажирский самолёт |
|             | Як-18Т             | CCCP-38342     | учебно-тренировочный самолёт |
|             | Як-28Р             | 22             | самолёт-разведчик |
|             | Cessna 150         | с/н 15059081   | лёгкий самолёт |
|             | Zlín Z-37A         | OK-ZKC         | лёгкий сельскохозяйственный самолёт |

### Планёры
| Изображение | Тип             | Бортовой номер | Описание             |
| ----------- | --------------- | -------------- | -------------------- |
|             | LET L-13 Бланик | 47             | тренировочный планёр |
|             | LET L-13 Бланик | 72             | тренировочный планёр |

### Кабины самолётов
| Изображение | Тип                   | Бортовой номер | Описание                 |
| ----------- | --------------------- | -------------- | ------------------------ |
|             | Су-24М                | с/н 0515318    | фронтовой бомбардировщик |
|             | Су-24М                | с/н 0915306    | фронтовой бомбардировщик |
|             | Т-10 (прототип Су-27) | с/н 02-04      | прототип истребителя     |
|             | Ту-104А               | СССР-42328     | пассажирский самолёт     |
|             | Ту-134Б               | СССР-65698     | пассажирский самолёт     |

### Другая техника
| Изображение | Тип                         | Бортовой номер | Описание                                                  |
| ----------- | --------------------------- | -------------- | --------------------------------------------------------- |
|             | TRUMP D40-D                 |                | автомобиль для протовообледенительной обработки самолётов |
|             | АА-60 (7310), модель 160.01 |                | пожарный аэродромный автомобиль                           |
|             | РСП-7Т                      |                | радиолокационная система посадки самолётов                |
|             | СКП-9МВ                     |                | стартовый командный пункт                                 |

## В искусстве

### Документальные фильмы
- «С неба на землю. История музея авиации» // Документальный фильм о рижском музее авиации, снятый телеканалом "Настоящее Время" в программе «Балтия» в 2021 году.